# Джонсон, Джек Хоуди
Джек Хо́уди Джо́нсон (род. 18 мая 1975, Оаху, Гонолалу, Гавайи, США) — гавайский певец, автор песен, музыкант, создатель фильмов и сёрфер, известный по своим композициям в жанре софт-рок и акустической музыки. В 2001 году получил широкую известность после успешного выхода дебютного альбома под названием Brushfire Fairytales. В последующие годы издал ещё 5 альбомов, несколько мини-альбомов и саундтреков к фильмам о сёрфинге. Также известен как один из организаторов ежегодного фестиваля под названием «The Kōkua Festival». Джек известен по таким популярным песням: «Upside Down»; «Flake»; «I Got You»; «Sitting, Waiting, Wishing»; «If I Had Eyes»; «You and Your Heart»; «Taylor»; «Better Together»; «Good People» и «Breakdown».

## Биография
Джек Джонсон родился и вырос в Оаху (Гавайи).
Сын известного серфингиста Джефа Джонсона, Джек с раннего возраста проявлял интерес к спорту. Начал заниматься серфингом в 5 лет. В 17 лет его пригласили для участия в финале в Billabong Pipeline Masters на северном берегу Оаху он был самым молодым участником в истории соревнования. Однако, спустя неделю, его карьера, как профессионального серфингиста, закончилась. В результате несчастного случая в Pipeline, Джонсон получил более 150 швов на лбу и потерял несколько зубов, что позже вдохновило его на песню «Drink the Water».
Джек Джонсон учился в Kahuku High School, в Оаху. Позже он поступил в Калифорнийский университет в Санта-Барбаре и получил диплом в области продюсирования кинофильмов и музыки. Джонсон учился играть на гитаре (в 8 лет) и в 12 лет начал писать песни. Его страсть и любовь к музыке росла очень быстро, и одним из толчков явилась игра на ритм-гитаре в группе Soil (не путать с хеви-металл группой Soil) в колледже. На творчество Джонсона оказали влияние такие музыканты как Боб Дилан, Джими Хендрикс, Radiohead, Отис Реддинг, G. Love and Special Sauce, Ben Harper, Sublime, The Beatles, Боб Марли, Нил Янг и A Tribe Called Quest.
Джонсон назвал Джими Хендрикса своим любимым гитаристом.